# Adele (film 1919)
Adele è un film muto del 1919 diretto da Wallace Worsley. La sceneggiatura di Jack Cunningham si basa su The Nurse's Story: In Which Reality Meets Romance, romanzo di Adele Bleneau, pubblicato a Indianapolis nel 1915. Produzione indipendente di Robert Brunton, il film aveva come interpreti Kitty Gordon, Mahlon Hamilton, Wedgwood Nowell e Joseph J. Dowling.

## Trama
A Washington Adele Bleneau, figlia di un famoso chirurgo della Louisiana, incontra e si innamora di Fraser, un capitano britannico. Il dottor Bleneau, accompagnato dalla figlia, infermiera della Croce Rossa, si imbarca su un piroscafo in partenza par la Francia. Durante la traversata, Adele attira l'attenzione del conte von Schulling, un diplomatico tedesco, che si sente attratto da lei. Giunti in Francia, Adele organizza una squadra di salvataggio per andare in soccorso di Fraser, rimasto ferito in azione. Nella stessa stanza d'ospedale dove viene ricoverato, si trova anche von Schelling, ma Adele giunge in tempo a salvare il capitano, proprio quando l'ospedale viene attaccato dai tedeschi che lo bombardano per, alla fine, conquistarlo. Posta davanti alla scelta di fare la spia o di vedere Fraser fucilato, Adele accetta di collaborare con i tedeschi, localizzando i cannoni inglesi. Ne riferisce, però, al comando britannico che trova la scappatoia di farsi colpire dei vecchi cannoni obsoleti, mentre viene organizzato un contrattacco che risulta vittorioso. Aggredita da von Schulling, Adele lo uccide.
A guerra finita, dopo la firma dell'armistizio, Fraser e Adele si sposano.

## Produzione
Il film fu prodotto da Robert Brunton per la United Picture Theatres of America Inc. Venne girato a Hollywood, negli studios di Brunton, con il titolo di lavorazione The Nurse.

## Distribuzione
Distribuito dalla United Picture Theatres of America Inc., il film uscì nelle sale cinematografiche statunitensi il 26 gennaio 1919.
Non si conoscono copie ancora esistenti della pellicola che viene considerata presumibilmente perduta.